# Hippocampus borboniensis
Hippocampus borboniensis är en fiskart som beskrevs av Duméril 1870. Den ingår i släktet sjöhästar och familjen kantnålsfiskar. IUCN kategoriserar arten globalt som otillräckligt studerad. Inga underarter finns listade i Catalogue of Life.